# ديريك فريمان
ديريك فريمان (بالإنجليزية: Derek Freeman)‏ هو سياسي أسترالي، ولد في 16 مايو 1924، وتوفي في 2 فبراير 2018. انتخب عضو المجلس التشريعي نيو ساوث ويلز.